# Coppa Bernocchi 2022
La Coppa Bernocchi 2022, centotreesima edizione della corsa, valida come quarantacinquesima prova dell'UCI ProSeries 2022 categoria 1.Pro e come quindicesima prova della Ciclismo Cup 2022, si è svolta il 3 ottobre 2022 su un percorso di 190,7 km, con partenza e arrivo a Legnano, in Italia. La vittoria fu appannaggio dell'italiano Davide Ballerini, il quale completò il percorso in 4h18'01", alla media di 44,346 km/h, precedendo il neozelandese Corbin Strong e il connazionale Stefano Oldani.
Sul traguardo di Legnano 109 ciclisti, su 173 partiti dalla medesima località, portarono a termine la competizione.

## Squadre e corridori partecipanti
| N.      | Cod. | Squadra                     |
| ------- | ---- | --------------------------- |
| 1-7     | QST  | Quick-Step Alpha Vinyl Team |
| 11-17   | ACT  | AG2R Citroën Team           |
| 21-26   | AQT  | Astana Qazaqstan Team       |
| 31-37   | BOH  | Bora-Hansgrohe              |
| 41-47   | COF  | Cofidis                     |
| 51-57   | EFE  | EF Education-EasyPost       |
| 61-67   | GFC  | Groupama-FDJ                |
| 71-77   | IGD  | Ineos Grenadiers            |
| 81-87   | IWG  | Intermarché-Wanty-Gobert    |
| 91-97   | IPT  | Israel-Premier Tech         |
| 101-107 | LTS  | Lotto Soudal                |
| 111-117 | MOV  | Movistar Team               |
| 121-127 | BEX  | Team BikeExchange-Jayco     |

| N.      | Cod. | Squadra                         |
| ------- | ---- | ------------------------------- |
| 131-137 | TFS  | Trek-Segafredo                  |
| 141-147 | UAD  | UAE Team Emirates               |
| 151-157 | ADC  | Alpecin-Deceuninck              |
| 161-167 | BCF  | Bardiani-CSF-Faizanè            |
| 171-177 | BWB  | Bingoal Pauwels Sauces WB       |
| 181-187 | CJR  | Caja Rural-Seguros RGA          |
| 191-197 | DRA  | Drone Hopper-Androni Giocattoli |
| 201-207 | EOK  | Eolo-Kometa Cycling Team        |
| 211-217 | EKP  | Equipo Kern Pharma              |
| 221-227 | TEN  | TotalEnergies                   |
| 231-237 | COR  | Team Corratec                   |
| 241-247 | IWM  | Work Service Vitalcare Vega     |

## Ordine d'arrivo (Top 10)
| Pos. | Corridore           | Squadra    | Tempo    |
| ---- | ------------------- | ---------- | -------- |
| 1    | Davide Ballerini    | Quick-Step | 4h18'01" |
| 2    | Corbin Strong       | Israel     | s.t.     |
| 3    | Stefano Oldani      | Alpecin    | s.t.     |
| 4    | Matteo Trentin      | UAE        | s.t.     |
| 5    | Iván García Cortina | Movistar   | s.t.     |
| 6    | Robert Stannard     | Alpecin    | s.t.     |
| 7    | Cristian Scaroni    | Astana     | s.t.     |
| 8    | Davide Bais         | Eolo       | s.t.     |
| 9    | Andrea Vendrame     | AG2R       | s.t.     |
| 10   | Marijn van den Berg | EF         | s.t.     |